# Songs of Faith and Devotion
Songs of Faith and Devotion (deutsch: Lieder von Glaube und Hingabe) ist das achte Studioalbum der britischen Synthie-Pop-Band Depeche Mode. Es erreichte sowohl in Deutschland als auch in Großbritannien und den USA Platz eins der Charts. Die Aufnahmen fanden in Madrid und Hamburg statt.
Dem Album folgte eine 14-monatige Welttournee mit insgesamt 174 Konzerten und über zwei Millionen Zuschauern. Aus dieser Tour gingen das Live-Album Songs of Faith and Devotion Live und das Video bzw. die DVD Devotional hervor.
Es ist das letzte Album mit Alan Wilder, der die Band 1995 verließ.

## Stil
Besonders Dave Gahan – selbst langhaarig, mit Bart und in Leder gekleidet zum Rocker geworden – wollte, dass die Band mit Songs of Faith and Devotion eine rockigere und härtere Richtung einschlägt. Gerade die erste Single I Feel You verdeutlicht den Einfluss von damals erfolgreichen Alternative-Rock-Bands wie Nirvana. Erstmals verwendete die Band hier auch ein akustisches Schlagzeug, gespielt von Alan Wilder. Wie der Titel des Albums andeutet, setzte sich Martin Gore in den Songs mit religiösen und spirituellen Themen auseinander, was in der dritten Single, dem Gospel-artigen Condemnation, seinen Höhepunkt findet.
Die Band griff für Songs of Faith and Devotion erstmals auf Gastmusiker zurück, beispielsweise auf Background-Sänger bei Condemnation und Get Right with Me sowie Streicher bei One Caress.

## Titelliste
1. I Feel You – 4:35
2. Walking in My Shoes – 5:35
3. Condemnation – 3:20
4. Mercy in You – 4:17
5. Judas – 5:14
6. In Your Room – 6:26
7. Get Right with Me – 3:32
8. Rush – 4:37
9. One Caress – 3:30
10. Higher Love – 5:56

Die Kompositionen sind ausschließlich von Martin Gore, der auch die Songs Judas und One Caress singt. Alle anderen Titel wurden von Dave Gahan gesungen. Versteckt am Ende von Get Right with Me befindet sich Interlude #4, ein Ausschnitt des Swamp Mix von I Feel You.

## Single-Auskopplungen
- I Feel You – 15. Februar 1993
- Walking in My Shoes – 16. April 1993
- Condemnation – 13. September 1993
- In Your Room – 10. Januar 1994

I Feel You ist – anders als der Großteil der Pop/Rock-Songs – im 6/8-Takt geschrieben. Der Swamp Mix wurde von Brian Eno produziert und dient bei Konzerten als Intro zum Song.
Walking in My Shoes hat als einzige der vier Singles des Albums mit My Joy eine exklusive B-Seite. Die Single-Version von Walking in My Shoes ist ein Remix von Mark Stent.
Bei der Single-Version von Condemnation handelt es sich um den Paris Mix, eine leicht veränderte, in Paris neu abgemischte Version.
Die Single-Version von In Your Room, der Zephyr Mix, unterscheidet sich dagegen stark vom Album-Song. Sie stammt von Butch Vig, der unter anderem mit Nirvana deren Album Nevermind produzierte.

## Setlist derDevotional Tour1993
1. Higher Love
2. Policy of Truth
3. World in My Eyes
4. Walking in My Shoes
5. Behind the Wheel
6. Halo
7. Stripped
8. Condemnation
9. - Judas
  - A Question of Lust
10. - Death’s Door
  - One Caress
11. - Mercy in You
  - Get Right With Me
12. I Feel You
13. Never Let Me Down Again
14. Rush
15. In Your Room
16. Personal Jesus
17. Enjoy the Silence
18. - Fly on the Windscreen
  - Something to Do
  - Somebody
19. Everything Counts

Der Song Death’s Door ist ein Originalsong von Depeche Mode. Er wurde ursprünglich für den Soundtrack des Wim-Wenders-Films Bis ans Ende der Welt geschrieben und veröffentlicht. Später erschien der Song als B-Seite auf der Single Condemnation.

## Setlist derExotic Tour1994
1. Rush
2. Halo
3. Behind the Wheel
4. Everything Counts
5. World in My Eyes
6. Walking in My Shoes
7. Stripped
8. Condemnation
9. - Judas
  - A Question of Lust
  - One Caress
  - Waiting for the Night
10. - I Want You Now
  - One Caress
  - Somebody
11. In Your Room
12. Never Let Me Down Again
13. I Feel You
14. Personal Jesus
15. - Fly on the Windscreen
  - Somebody
16. Enjoy the Silence
17. - Policy of Truth
  - Clean
18. A Question of Time

## Wiederveröffentlichung
Am 2. Oktober 2006 wurde Songs of Faith and Devotion als SACD und DVD wiederveröffentlicht. Die Neuauflage enthält neben den Album-Songs in Mehrkanalton sowie der Dokumentation Depeche Mode 1991–94: „We were going to live together, record together and it was going to be wonderful“ auch folgende Bonus-Tracks:
- My Joy
- Condemnation (Paris Mix)
- Death’s Door (Jazz Mix)
- In Your Room (Zephyr Mix)
- I Feel You (Life’s Too Short Mix)
- Walking in My Shoes (Grungy Gonads Mix)
- My Joy (Slow Slide Mix)
- In Your Room (Apex Mix)

## Kommerzieller Erfolg

### Chartplatzierungen
| ChartsChartplatzierungen       | Höchstplatzierung | Wochen |
| ------------------------------ | ----------------- | ------ |
| Deutschland (GfK)              | 1 (23 Wo.)        | 23     |
| Österreich (Ö3)                | 1 (25 Wo.)        | 25     |
| Schweiz (IFPI)                 | 1 (12 Wo.)        | 12     |
| Vereinigte Staaten (Billboard) | 1 (29 Wo.)        | 29     |
| Vereinigtes Königreich (OCC)   | 1 (18 Wo.)        | 18     |

| ChartsJahrescharts (1993) | Platzierung |
| ------------------------- | ----------- |
| Deutschland (GfK)         | 19          |
| Österreich (Ö3)           | 21          |

### Auszeichnungen für Musikverkäufe
| Land/Region                  | Auszeichnungen für Musikverkäufe (Land/Region, Auszeichnung, Verkäufe) | Verkäufe  |
| ---------------------------- | ---------------------------------------------------------------------- | --------- |
| Deutschland (BVMI)           | Gold                                                                   | 250.000   |
| Frankreich (SNEP)            | 2× Gold                                                                | 200.000   |
| Kanada (MC)                  | Platin                                                                 | 100.000   |
| Österreich (IFPI)            | Gold                                                                   | 25.000    |
| Schweiz (IFPI)               | Gold                                                                   | 25.000    |
| Vereinigte Staaten (RIAA)    | Platin                                                                 | 1.000.000 |
| Vereinigtes Königreich (BPI) | Gold                                                                   | 100.000   |
| Insgesamt                    | 6× Gold · 2× Platin ·                                                  | 1.700.000 |

Hauptartikel: Depeche Mode/Auszeichnungen für Musikverkäufe

## Verschiedenes
- Das Cover, entworfen von Anton Corbijn, ist das einzige Studioalbum-Cover der Band, das die Mitglieder zeigt.
- Das Video zu In Your Room wurde von Anton Corbijn als Retrospektive seiner Arbeit mit Depeche Mode konzipiert und enthält Anspielungen auf ältere Videos, da er sich aufgrund damals wachsender Spannungen in der Band und Dave Gahans zunehmender Drogenabhängigkeit (die tatsächlich später zu seinem Beinahe-Tod führen sollte) nicht mehr sicher war, ob die Band mittelfristig noch weiter existieren würde.[9]
- Ursprünglich spielte die Band In Your Room live in der Album-Version, wechselte jedoch bereits Mitte 1994 zum poppigeren Zephyr Mix. Auf der Tour of the Universe 2010 wurde eine Mischung aus Album- und Zephyr-Mix gespielt – bis zur zweiten Strophe die Album-Version, dann beim Einsatz des Schlagzeugs der Zephyr-Mix.
- Auf die Frage nach seinem Lieblingssong von Depeche Mode antwortet Dave Gahan meistens Condemnation, Alan Wilder meist Walking in my shoes und In your room.
- Entfernt man den Teil der CD-Hülle, auf dem die CD steckt, sieht man ein Bild von Sänger Dave Gahan vor einem Sex-Shop.
- Die (Selbst-)Bezeichnung von Depeche-Mode-Fans als Devotees geht auf T-Shirts zurück, die die Roadies der Devotional-Tour trugen.
- Im April 2006 wurde bekannt, dass das Album seit seiner Veröffentlichung alleine in den USA über 2 Millionen Mal verkauft wurde.[10]